# 2023년 철도
2023년 철도는 2023년에 일어난, 철도의 사건을 정리하는 페이지이다.

2022년 철도 - 2023년 철도 - 2024년 철도

## 개통

### 7월
- 7월 1일
  - ● 수도권 전철 서해선 소사역 ~ 대곡역 구간이 개통되었다.
  - 부산 도시철도가 종이승차권이 폐지되고 QR코드 승차권으로 전환되었다.

### 8월
- 8월 26일 - ● 수도권 전철 서해선 대곡역 ~ 일산역 구간이 개통되었다.

### 9월
- 9월 1일
  - SRT 운행노선이 경전선 창원역, 전라선 여수엑스포역, 동해선 포항역으로 확대되었다.
  - ITX-마음이 운행을 시작했다.

### 11월
- 11월 22일 - 중앙선 망호역 ~ 의성역 구간 이설, 업동역 폐역,  하화터널이 완공되었다.

### 12월
- 12월 16일 - ● 수도권 전철 1호선 동두천 ~ 연천 구간이 개통되었다.
- 12월 18일
  - 광주송정역 ~ 광주역 간 운행하는 통근열차가(도시통근형 디젤 액압 동차) 운행이 종료되었다.
  - 동해남부선 포항~영덕 구간이 전철화 지연과 운행중인 무궁화호 동차 수명 만료 등으로 인해 2024년 12월까지 운행을 중단하였다.
- 12월 28일 - 중부내륙선 판교~부발 구간이 개통되었다.